# Worden (Montana)
Worden is een plaats (census-designated place) in de Amerikaanse staat Montana, en valt bestuurlijk gezien onder Yellowstone County.

## Demografie
Bij de volkstelling in 2000 werd het aantal inwoners vastgesteld op 506.

## Geografie
Volgens het United States Census Bureau beslaat de plaats een oppervlakte van
5,2 km², geheel bestaande uit land. Worden ligt op ongeveer 913 m boven zeeniveau.

## Plaatsen in de nabije omgeving
De onderstaande figuur toont nabijgelegen plaatsen in een straal van 36 km rond Worden.